# Опахообразные
Опахообра́зные (лат. Lampriformes) — отряд морских лучепёрых рыб.
Большинство из них имеют овальную или лентовидную форму тела. Появились в меловом периоде. Это редкие и мало изученные виды. Известно около 20 видов. Населяют тропические, субтропические и умеренные воды всех океанов, часто на глубинах до 100—1000 м.

## Описание
Длина тела от 30 см до 5,5 м и более, масса до 300 кг. Настоящих колючек в плавниках нет. Спинной плавник один, обычно длинный. В брюшном плавнике 1-17 лучей или плавник без лучей. Плавательный пузырь (если имеется) не связан с кишечником. Чешуя циклоидная или отсутствует.
Предчелюстная кость замещает верхнечелюстную в обрамлении края рта. Характерен уникальный тип выдвижной верхней челюсти: верхнечелюстная кость не присоединяется связкой к обонятельной и нёбным костям, а скользит вперед и назад вместе с исключительно выдвижной предчелюстной костью.

## Классификация
В составе отряда 6 семейств, 11 родов и 22 вида:
- Семейство Велиферовые (Veliferidae) (2 рода, 2 вида)
- Семейство Вогмеровые (Trachipteridae) (3 рода, 10 видов)
- Семейство Лофотовые (Lophotidae) (2 рода, 4 вида)
- Семейство Опаховые (Lampridae) (1 род, 2 вида)
- Семейство Радиицефаловые (Radiicephalidae) (монотипическое)
- Семейство Ремнетелые (Regalecidae) (2 рода, 3 вида)

Вымершие
- † Род Bathysoma
- † Род Bajaichthys
- † Род Palaeocentrotus
- † Семейство Turkmenidae